# 대한민국 국민연금법
대한민국의 국민연금법(國民年金法)은 대한민국 국민의 노령·폐질 또는 사망에 대하여 연금급여를 실시함으로써 국민의 생활안정과 복지증진에 기여함을 목적으로 1973년 국민복지연금법으로 제정되어, 1986년 명칭이 변경되었다. 특수직역 연금 도입 이후 일반 국민을 위한 연금이 도입됨으로 노후의 기본적 생활을 위한 토대가 마련되었다.

## 국민연금법 개혁 논란
현재 시행되고 있는 국민연금법은 저부담, 고급여의 연금구조로 되어 있어, 향후 40년 후에는 연금 재원이 고갈된다는 우려가 꾸준히 제기되어 왔으나, 상반된 이해 당사자들의 요구사항과 정치권의 눈치보기로 인하여 오랫동안 국민연금법 개혁이 지연되어 왔다. 참여정부는 "2047년 이후에도 현재처럼 연금을 지급하려면 근로세대가 소득의 30% 이상을 연금보험료로 지불해야 한다"며 법 개정을 통한 국민연금법 개혁을 추구하고 있다.
2007년 4월 2일, 대한민국 정부와 열린우리당이 제출한 개정안과 한나라당과 민주노동당이 공동으로 제출한 수정안이 모두 국회 본회의에서 부결되었다.
- 개정안 비교표

| 구분              | 대한민국 정부 및 열린우리당 안         | 한나라당과 민주노동당의 수정안                                                                       |
| ----------------- | -------------------------------------- | --- |
| 국민연금 보험료율 | 12.9% (상향 조정)                      | 9% (현재 수준 유지)                                                                                  |
| 급여 수준         | 현행, 평균 소득액의 60%에서 50%로 낮춤 | 현행, 평균 소득액의 60%에서 40%로 낮춤 65세 이상 노인의 80%에게 평균소득액의 10%를 기초연금으로 지급 |

## 같이 보기
- 대한민국의 국민연금